# SV-98
SV-98（ロシア語: Снайперская винтовка модель 1998, ロシア語ラテン翻字: Snaiperskaya Vintovka Model 1998）（GRAUコード：6V10/6В10）は、ウラジミール・ストロンスキーが設計し、イズマッシュ社（後のカラシニコフ・コンサーン社）により製造されるロシアのボルトアクション式狙撃銃である。

## 開発
ロシア連邦軍は、ソビエト連邦軍時代より半自動式のドラグノフ狙撃銃を制式狙撃銃として運用してきた。しかし、ドラグノフ狙撃銃は戦線でAK-47の精度を補うために小隊ごとの中距離狙撃を前提として設計されていたため、AK-47を参考にした精度向上には向かない半自動式装填であり、標準で二脚を有しないなど、構造上命中精度の向上が望めなかった。
そこで、長距離精密射撃用の新型狙撃銃の開発が始まり、1998年よりイズマッシュ社がボルトアクション式の狙撃銃の生産を開始した。

## 設計

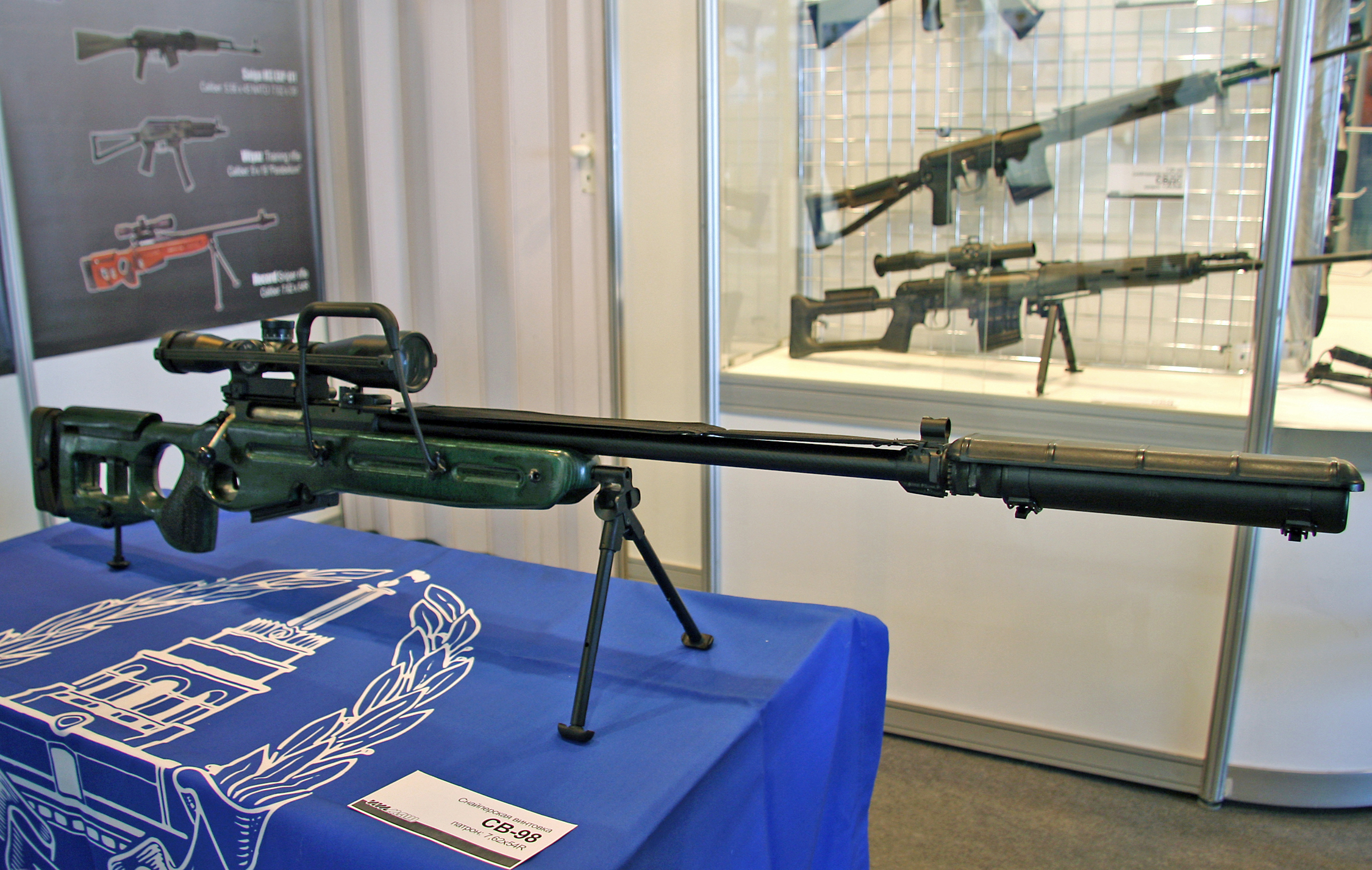

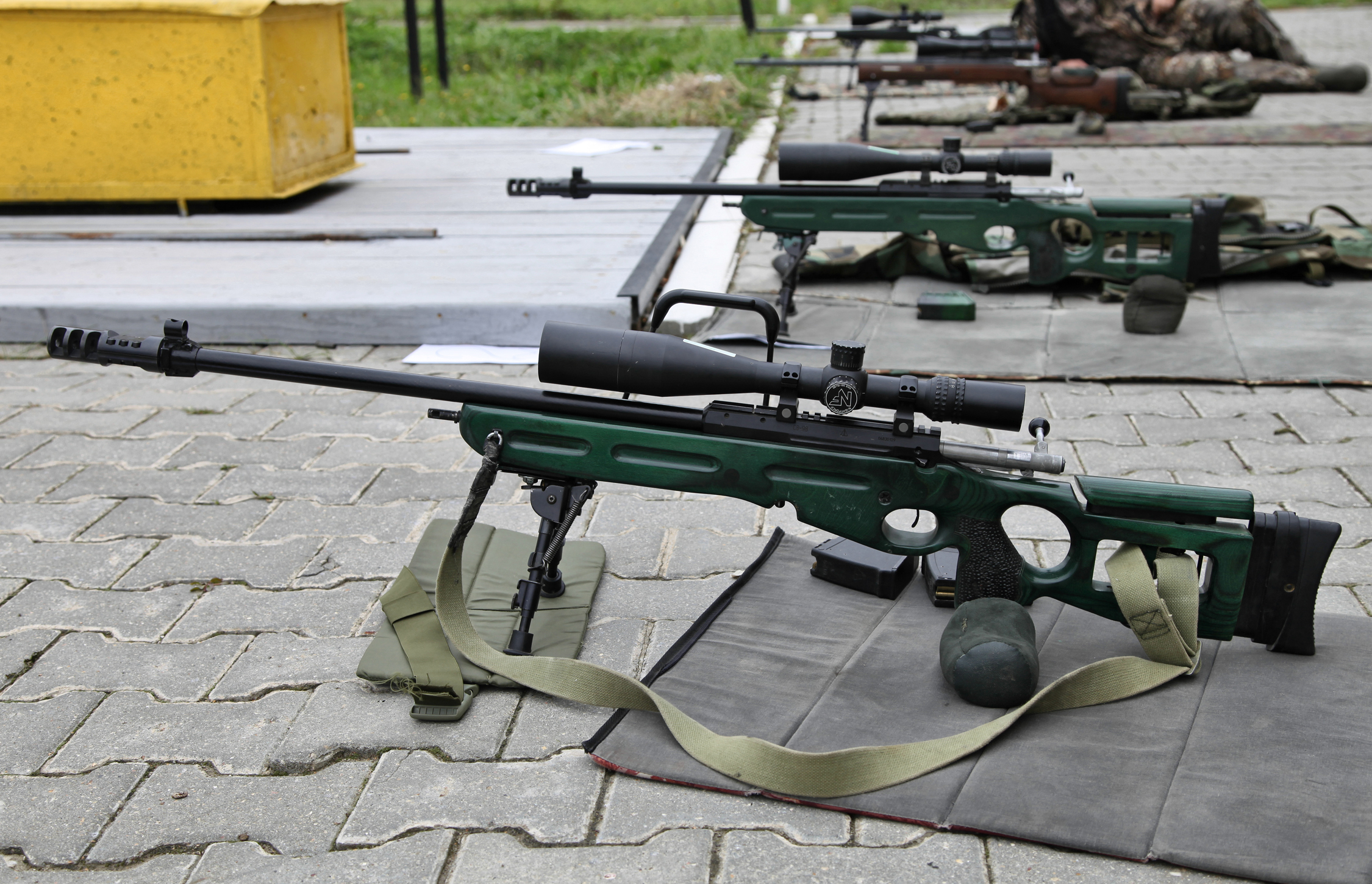

SV-98狙撃銃は、同じくイズマッシュ社によって製造されたRecord 300mフルボアスポーツ射撃ライフルシリーズに基づいている。イズマッシュ社は、SV-98と同様の、.308ウィンチェスター弾、7.62x54mmR弾、.338ラプアマグナム弾を使用するRecord標的ライフルも生産している。
SV-98狙撃銃は最大1,000mの範囲で様々な標的を攻撃するように設計されている。
SV-98の心臓部は、冷間鍛造製法で鍛造されたレシーバーと、注文に応じてクロームライニングが可能な冷間鍛造製法で鍛造された、銃床と接さないフリーフローティングの重銃身である。手動操作のボルトアクションには、対称的に間隔を空けた3つの正面ラグを持つ回転ボルトがある。銃身は、320mm（12.6インチ1回転）のツイストレートを持つ4本の右廻りライフリングが施され、標準で提供される円錐形の鳥かご形状のマズルブレーキまたは亜音速弾薬の使用に必要な特別に設計された23db（A）サプレッサーを取付けることができるねじ付き銃口を備えている。
本銃は7.62×54mmR 7N1標準狙撃弾、7N14強化貫通狙撃弾、または「エクストラ」競技用グレードスポーツ弾を発射するように開発された。
SV-98は、アイアンサイト（鞘付きフロントサイトおよび最大600mまで100m毎に増分調整可能なタンジェントタイプのリアサイト）と、レシーバー上部にピカティニー・レールを備えており、適切にレールインターフェースシステムでマウントすることによりロシア製または外国製の望遠光学系とその他の照準光学系を使用できる。ドラグノフと同じくPKS-7やPSO-1などの各種光学照準器を搭載できる他、ロシア製の1P69 3-10×42可変倍率望遠鏡サイトを1,000 mまでの照準範囲で標準の昼間光学サイトとして使用できる。1PN113 3.7×固定倍率夜間サイトは、標準的な低照度光学サイトとして使用される。
両手利きのラミネート合板銃床は、伸縮長、高さ、ピッチを調整できる調整可能なバットプレートが特徴で、高さと長さを調整できるチークピースを備えている。ガラス繊維強化ポリマー素材も提供された。L96A1などに類似したサムホールを有している。一体型折り畳み式バイポッドを取り付けるための取付けポイントが前部銃床にあり、後部銃床には一体型後部モノポッドを取付けることができる。両方のバイポッドの脚の長さは個別に調整可能で、後部モノポッドは後部銃床に折り畳まれる。キャリーハンドルを銃床中央部に取付けることができ、これにより迅速な位置変更時や行進時に、狙撃手が照準光学系を掴んで本銃を操作するのを防ぐことができる。
トリガー機構は、1.0 - 1.5KGF（2.2 - 3.3LBF）のトリガープル重量を調整可能である。安全レバーはボルトハンドルの後ろに位置しており、安全レバーは引金をロックし、シアーを固定し、ボルトの回転を防止する。
千鳥状またはダブルカラム(2列)の取外し可能な箱型弾倉は、ガラス繊維強化ナイロン製で、金属インサートが付いており、10発を収納できる。リコイル、ジャンプ、フラッシュ、および音響のシグネチャを減らすために、SV-98にはTGP-V戦術サプレッサーも装備できる。蜃気楼防止ストラップを前後のアイアンサイト間に固定できる。
2013年に、SV-98の改修モデルがIzhmash社によって開発された。調整可能なアルミニウム合金製スケルトンタイプの銃床を備えている。
|          | SV-98                                   | SR-25                                       | M24                  | FR F2                | Arctic Warfare             | SVD                                                         |
| -------- | --------------------------------------- | ------------------------------------------- | -------------------- | -------------------- | -------------------------- | ----------------------------------------------------------- |
| 画像     |                                         |                                             |                      |                      |                            |                                                             |
| 使用弾薬 | 7.62x54mmR弾 7.62x51mm弾 8.58×70mm弾 等 | 7.62x51mm弾                                 | 7.62x51mm弾          | 7.62x51mm弾          | 7.62x51mm弾 8.58×70mm弾 等 | 7.62x54mmR弾                                                |
| 装弾数   | 10発                                    | 5 - 20発                                    | 5発 / 10発           | 10発                 | 5 - 10発                   | 10発                                                        |
| 銃身長   | 650 mm                                  | 508 mm / 609 mm                             | 610 mm               | 650 mm               | 660 mm                     | 620 mm                                                      |
| 全長     | 1,270 mm                                | 1,118 mm                                    | 1,092 mm             | 1,200 mm             | 1,180 mm                   | 1,225 mm                                                    |
| 重量     | 6,200 g                                 | 4,810 g （競技仕様）                        | 4,400 g              | 5,100 g              | 6,500 g                    | 4,310 g                                                     |
| 射程     | 1,000 m                                 | 600 m                                       | 800 m 1,500 m        | 800 m                | 800 m 1,500 m              | 800 m                                                       |
| 作動方式 | ボルトアクション方式                    | 作動:ストーナー方式 閉鎖:ロータリーボルト式 | ボルトアクション方式 | ボルトアクション方式 | ボルトアクション方式       | 作動:ショートストロークピストン式 閉鎖:ターンロックボルト式 |

## 運用
ドラグノフ狙撃銃を代替する形で、ロシア連邦軍の特殊部隊や対テロ部隊に配備されている。2003年、特殊作戦部隊は、SV-98狙撃銃（インデックス 6V10）と7N14スナイパー強化貫通弾で構成される7.62 mm 6S11スナイパーシステムで武装した。本銃はチェチェンでの作戦において使用されている。
2018年7月国家親衛隊は、近代化型のSV-98Mにつき26丁の供給契約を結んだ。

## 各型および派生型

### SV-98M

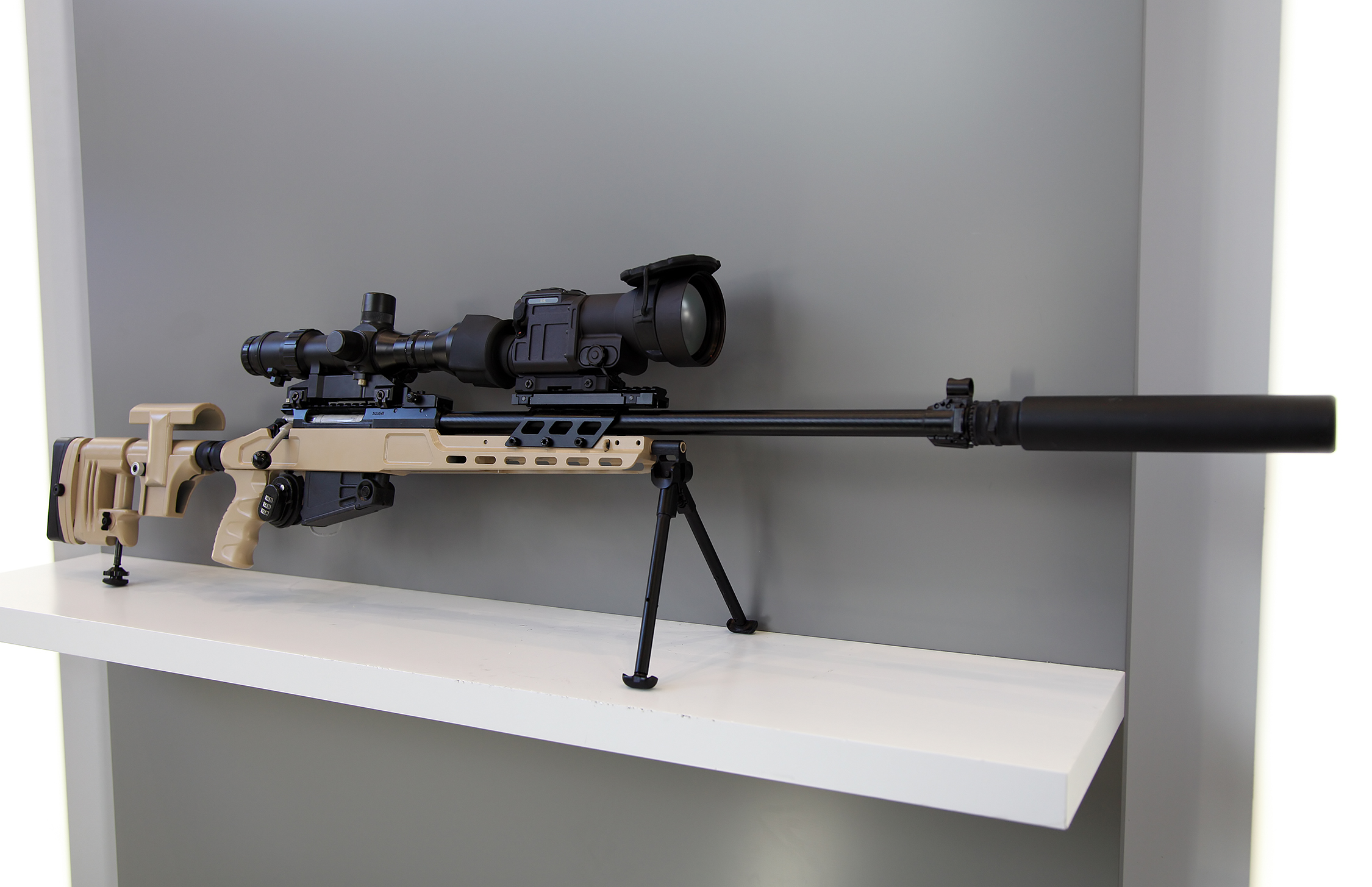
SV-98M

SV-98Mは、2017年からカラシニコフ・コンサーン社が製造する改良モデルであり、2013年のSV-98改修モデルに基づいている。アルミ合金製の軽量スケルトン銃床、上部レシーバーの上部にある光学スコープ用のピカティニーレール、折り畳み式後部銃床、および統合されたバイポッドがある。7N1または7N14の7.62×54mmR狙撃用弾薬を使用し、10発の弾倉容量がある。本銃の戦闘重量は7.8 kg、長さは1,200mm（650mmの銃身を含む）、有効射程は1,000mである。標準のマズルブレーキの代わりにサプレッサーを装備して、発砲時の爆風、ブローバック、フラッシュを低減できる。 SV-98Mは主にロシア陸軍の狙撃兵を対象としている。SV-98M狙撃銃は、軍により小ロット注文され運用テストと評価を受け、2020年5月に実用化された。

### SV-338、SV-338M、SV-338 M1

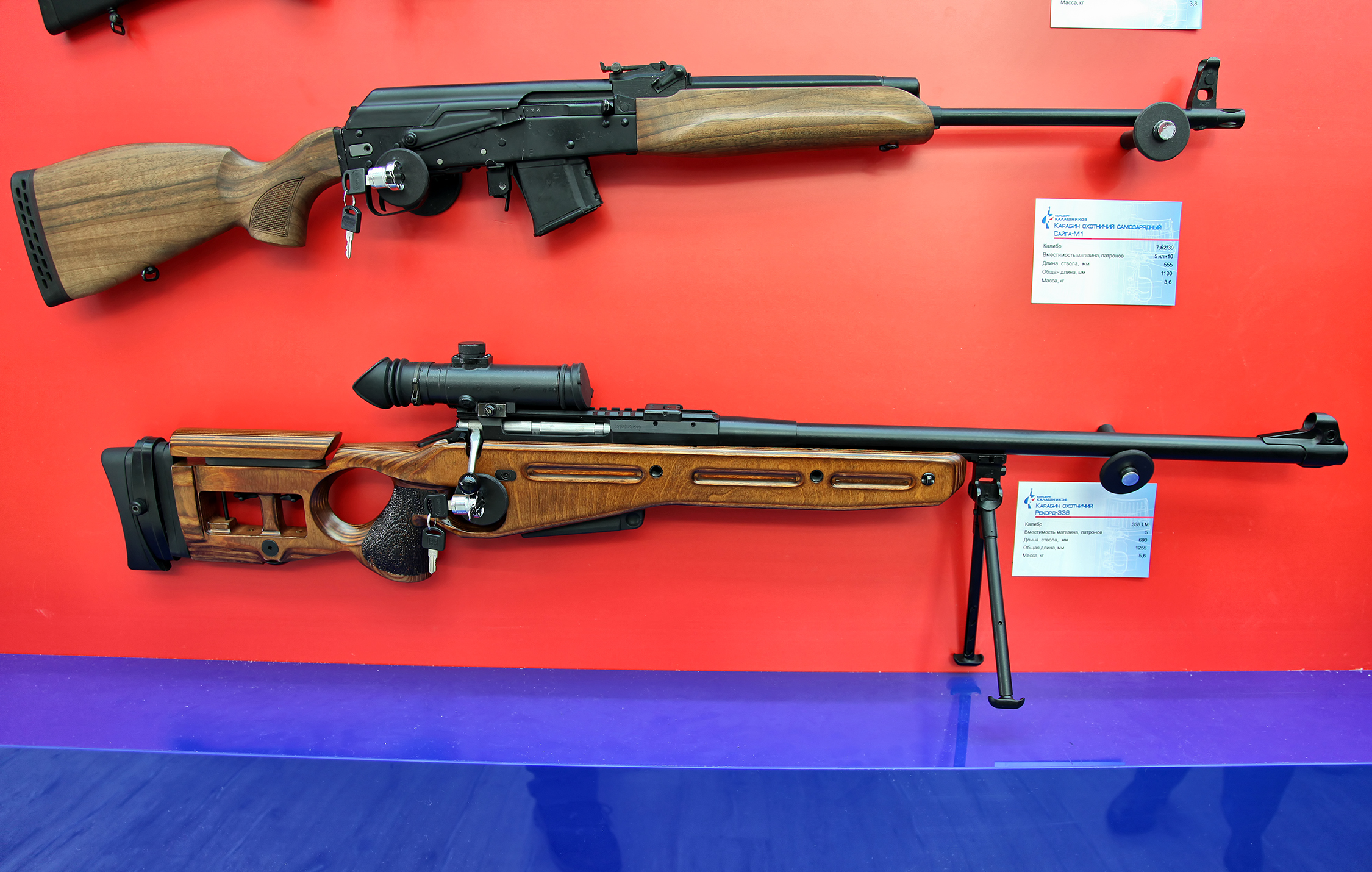
SV-338（下側）

Recordフルボアスポーツ射撃ライフルシリーズに基づいて、Izhmash社は、.338ラプアマグナム（8.6×70mmまたは8.58×70mm）弾用のSV-338、SV-338M、およびSV-338 M1狙撃銃も開発した。これらの小銃は、拡大されたマグナムボルトアクションを備えているが、SV-98に似たものである。

## 採用国
- アルメニア
- ロシア

## 登場作品

### ゲーム
『アンチャーテッド 砂漠に眠るアトランティス』
「T-Bolt Sniper」という名称で登場。長距離射撃特化のボルトアクション式狙撃銃。威力と1発撃つごとに再装填が必要な手動装填式ながら次弾射撃までの間隔がセミオート式のDragon Sniperと遜色なく、狙撃銃としては随一の高性能を誇る。
『バトルフィールドシリーズ』
『Project Reality（BF2）』
ロシア連邦軍と中華人民解放軍の狙撃兵の装備として登場。
『BFBC』
ロシア軍偵察兵の装備として使用可能。
『BFBC2』
偵察兵の装備として使用可能。
『BF3』
偵察兵の装備として登場。
『BF4』
偵察兵専用の狙撃銃として登場

『Escape from Tarkov』
『Overkill 2』
『ドールズフロントライン』
ゲーム内で、ライフルのキャラクターとして登場。
『surviv.io』
このゲームにおけるMosin Nagantの完全上位互換の様な性能となっている。